# Şandūqābād
Şandūqābād (persiska: صَندُق آباد, صندوق آباد, Şandoqābād) är en ort i Iran.   Den ligger i provinsen Kurdistan, i den nordvästra delen av landet, 300 km väster om huvudstaden Teheran. Şandūqābād ligger 1 820 meter över havet och antalet invånare är 760.
Terrängen runt Şandūqābād är platt åt nordost, men åt sydväst är den kuperad.Runt Şandūqābād är det ganska tätbefolkat, med 80 invånare per kvadratkilometer. Närmaste större samhälle är Dezej, 4,1 km norr om Şandūqābād. Trakten runt Şandūqābād består till största delen av jordbruksmark.